# Independência do Brasil
A Independência do Brasil foi o processo histórico de separação entre o então Reino do Brasil e o Reino de Portugal e Algarves, que ocorreu no período de 1821 a 1825, colocando em violenta oposição as duas partes (pessoas a favor e contra). Oficialmente, a data comemorada para independência do Brasil é de 7 de setembro de 1822, ocasião em que ocorreu o evento conhecido como o Grito do Ipiranga, às margens do riacho Ipiranga na cidade de São Paulo. Em 12 de outubro de 1822, o príncipe foi aclamado Pedro I, Imperador do Brasil, sendo coroado e consagrado em 1º de dezembro de 1822, e o país passou a ser conhecido como o Império do Brasil.
Em 1807, o exército francês invadiu o Reino de Portugal, que se recusava a participar do bloqueio continental contra o Reino Unido. Incapaz de resistir ao ataque, a família real e o governo português fugiram para o Brasil, que era então a mais rica e desenvolvida das colônias portuguesas. A instalação da Casa da Suplicação e de outros órgãos públicos do governo da metrópole portuguesa no Rio de Janeiro representou uma série de transformações políticas, econômicas e sociais que levaram à decisão do Príncipe Regente João Maria de Bragança (futuro Rei João VI de Portugal), em 16 de dezembro de 1815, de elevar o Brasil à condição de reino, unido com sua então metrópole. As Cortes Gerais e Extraordinárias da Nação Portuguesa, instaladas em 1820, como consequência da Revolução Liberal do Porto, tomam decisões, a partir de 1821, que tinham como objetivo reduzir a autonomia adquirida pelo Brasil, o que na prática o faria retornar ao seu antigo estatuto colonial. Em 1820, a revolução liberal eclodiu em Portugal e a família real foi forçada a retornar a Lisboa. Antes de deixar o Brasil, no entanto, o agora Rei João VI nomeou o seu filho mais velho, Pedro de Alcântara de Bragança, como Príncipe Regente do Brasil (1821). Embora Pedro fosse fiel ao pai, a vontade das cortes portuguesas em repatriá-lo (incluindo rebaixar Pedro de príncipe regente para governador-de-armas, ou seja, um mero comandante militar do Exército reinol, não ocupando mais nenhum cargo político) e de retornar o Brasil ao seu antigo estatuto colonial o levou a rebelar-se. 
Durante a guerra de independência — iniciada com a expulsão dos exércitos portugueses de Pernambuco em 1821 — formou-se o Exército Brasileiro, a partir da contratação de mercenários, alistamento de civis e de algumas tropas coloniais portuguesas. O exército imediatamente se opôs às forças portuguesas, que controlavam algumas partes da nação, a saber, nas então províncias Cisplatina (atual Uruguai), da Bahia, do Piauí, do Maranhão e do Grão-Pará. Recorde-se que a maior parte da oficialidade das tropas brasileiras era de origem portuguesa. Ao mesmo tempo que o conflito tomava lugar, ocorreu em Pernambuco e outras províncias da atual região Nordeste um movimento revolucionário conhecido como a Confederação do Equador, que pretendia formar seu próprio país, com governo republicano, mas foi duramente reprimido pelas tropas que recebiam ordens do monarca que vivia no centro-sul.
O número de combatentes na guerra de independência brasileira foi maior do que o número de combatentes nas batalhas ocorridas nas guerras de libertação da América Espanhola, da mesma época. Apesar disto, não há estatísticas confiáveis em relação à precisão do número de mortes em combate. A soma das oficialmente confirmadas com as inferidas pelas informações sobre os confrontos ocorridos (porém sem registros oficiais da época), dão a estimativa que a guerra de independência brasileira tenha custado entre 2.000 e 3.000 mortos. Depois de quatro anos de conflito, Portugal finalmente reconheceu a independência do Brasil, e em 29 de agosto de 1825 foi assinado o Tratado de Amizade e Aliança firmado entre Brasil e Portugal. Em troca do reconhecimento como estado soberano, o Brasil se comprometeu a pagar ao Reino de Portugal uma indenização substancial e assinar um tratado de comércio com o Reino Unido como indenização por sua mediação.

## Antecedentes

### Processo de colonização e movimentos emancipacionistas
A terra agora chamada Brasil (nome cuja origem é contestada) foi reivindicada por Portugal em abril de 1500, com a chegada da frota portuguesa comandada por Pedro Álvares Cabral.
A colonização foi efetivamente iniciada em 1534, quando João III dividiu o território em quatorze capitanias hereditárias, mas esse arranjo se mostrou problemático, uma vez que apenas as capitanias de Pernambuco e São Vicente prosperaram. Então, em 1549, o rei atribuiu um governador-geral para administrar toda a colônia.  Os portugueses assimilaram algumas das tribos nativas, enquanto outras foram escravizadas ou exterminadas por doenças europeias para as quais não tinham imunidade, ou em longas guerras travadas nos dois primeiros séculos de colonização, entre os grupos indígenas rivais e seus aliados europeus.
Em meados do século XVI, quando o açúcar de cana tornou-se o mais importante produto de exportação do Brasil, os portugueses iniciaram a importação de escravos africanos, comprados nos mercados de escravos da África ocidental. Assim, estes começaram a ser trazidos ao Brasil, inicialmente para lidar com a crescente demanda internacional do produto, naquele que foi chamado ciclo da cana-de-açúcar.
Ideias do Iluminismo encontraram a crise do ciclo do ouro e a decadência econômica do Nordeste brasileiro e foi formada a base de movimentos emancipacionistas a partir da segunda metade do século XVIII na América Portuguesa. Estão incluídos nesse grupo de contestações ao domínio português a Conjuração Mineira (1789), a Conjuração Carioca (1794), a Revolta Baiana (1796) e a Conspiração dos Suassunas (1801). Mesmo quando apenas conspirativas, esses movimentos se diferenciam dos movimentos nativistas por pregarem a separação de Portugal. Todavia, esses movimentos nativistas conduziram às lutas francamente emancipacionistas do final do século XVIII e começo do século XIX e à própria guerra de independência.

### Transferência da corte portuguesa
A partir do dia 15 de julho de 1799, o Príncipe do Brasil, João Maria de Bragança, tornou-se príncipe-regente de Portugal, pois sua mãe, a rainha Maria I, foi declarada louca pelos médicos. Os acontecimentos na Europa, onde Napoleão Bonaparte se afirmava, sucederam-se com velocidade crescente.
Desde 1801 que se considerava a ideia da transferência da corte portuguesa para o Brasil. As facções no governo português, entretanto, se dividiam: a facção anglófila, partidária de uma política de preservação do Império Colonial Português e do próprio Reino, através do mar, apoiados na antiga aliança Luso-Britânica; e a facção francófila, que considerava que a neutralidade só poderia ser obtida através de uma política de aproximação com a França. Ambas eram apoiadas pelas lojas maçônicas quer de origem britânica, quer de origem francesa. Considere-se ainda que as ideias iluministas francesas circulavam clandestinamente em livros, cada vez mais abundantes.

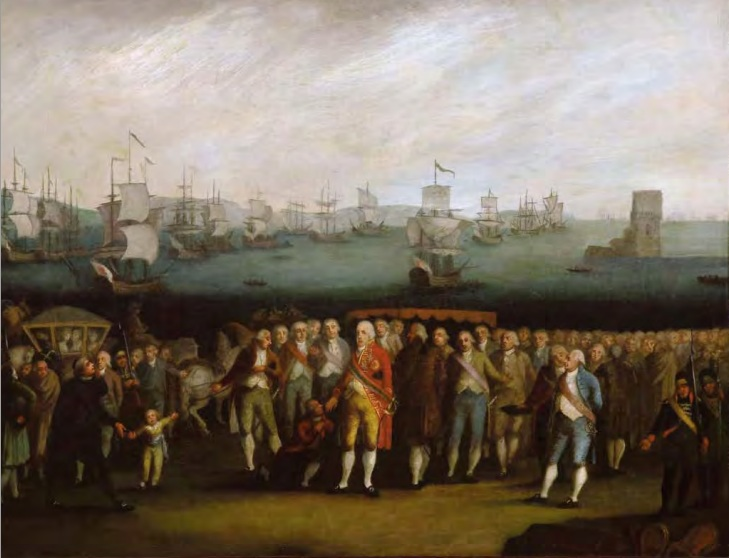
Transferência da corte portuguesa para o Brasil

A decretação do Bloqueio Continental em Berlim (1806) tornou mais difícil a neutralidade Portuguesa. Em 1807, o Tratado de Fontainebleau dividiu arbitrariamente Portugal em três reinos. Desde outubro desse ano, Jean-Andoche Junot, antigo embaixador francês em Lisboa, preparava-se para invadir Portugal. Foi nesse contexto que João pactuou com a Grã-Bretanha a transferência do governo para o Rio de Janeiro, sob a proteção dos últimos.
Com a invasão francesa de Portugal em progresso, no dia 29 de novembro de 1807 iniciou-se a viagem da Família Real e da Corte Portuguesa. Dezoito navios de guerra portugueses e treze britânicos escoltaram mais de vinte e cinco navios mercantes de Lisboa até à costa do Brasil. A bordo seguiam mais de quinze mil portugueses. O Reino ficava a ser governado por uma Junta de Regência que Junot logo dissolveu.
Com a presença da Família Real Portuguesa no Brasil a partir de 1808, registrou-se o que alguns historiadores brasileiros denominam de "inversão metropolitana", ou seja, o aparelho de Estado Português passou a operar a partir do Brasil, que desse modo deixou de ser uma "colônia" e assumiu efetivamente as funções de metrópole. Pressionado pelo triunfo da revolução constitucionalista, o soberano retornou com a família real para Portugal, deixando como príncipe regente no Brasil o seu primogênito, Pedro de Alcântara.
Durante este contexto histórico já se notava no Brasil um despertar de uma “vontade de independência”, com setores da elite urbana brasileira acreditando que o único modo de se alcançar o progresso almejado para a sociedade era o rompimento e separação com Portugal. A colônia reunia uma elite luso-brasileira quase toda formada na Europa, onde tiveram contato com ideais iluministas e os acontecimentos que levaram a Revolução Francesa e as Guerras Napoleônicas. Muitos dos brasileiros mais abastados estavam insatisfeitos com o obscurantismo da Coroa portuguesa, que antes de chegar ao Brasil em 1808 limitava o desenvolvimento e o progresso da colônia, com a proibição da criação de universidades e de fábricas, violenta censura aos livros e proibição da instalação de uma imprensa. Muitos temiam o possível retorno desta realidade. 

### Elevação a reino

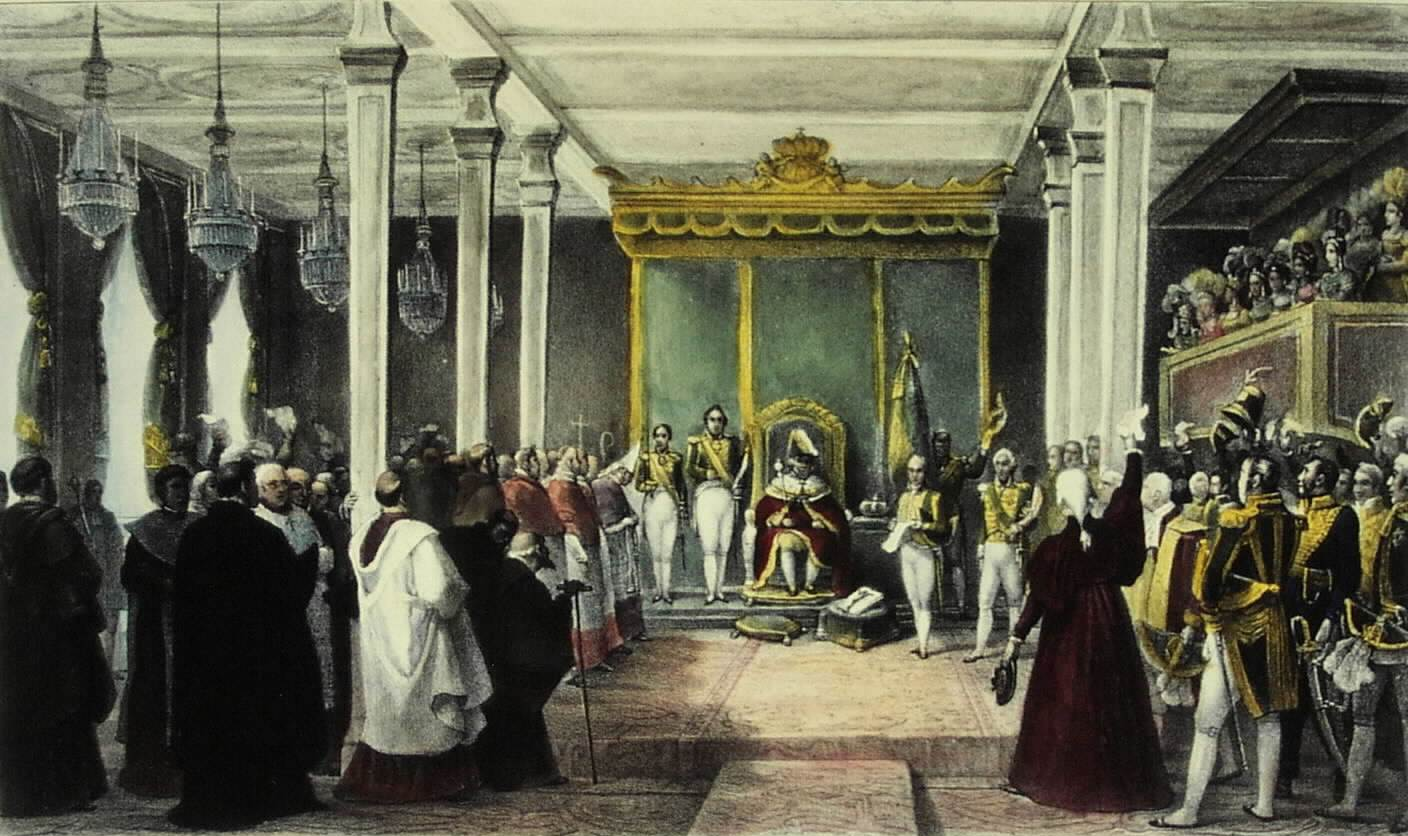
Aclamação do Rei João VI do Reino Unido de Portugal, Brasil e Algarves, no Rio de Janeiro

Com o fim da Guerra Peninsular em 1814, os tribunais europeus exigiram que a rainha Maria I e o príncipe regente João regressassem a Portugal, já que consideravam impróprio que representantes de uma antiga monarquia europeia residissem em uma colônia. Em 1815, para justificar a sua permanência no Brasil, onde a corte real tinha prosperado nos últimos seis anos, o Reino Unido de Portugal, Brasil e Algarves foi criado com a elevação do Estado do Brasil à condição de reino, estabelecendo, assim, um Estado monárquico transatlântico e pluricontinental.
No entanto, isso não foi suficiente para acalmar a demanda portuguesa pelo retorno da corte para Lisboa, como a revolução liberal do Porto exigiria em 1820, nem o desejo de independência e pelo estabelecimento de uma república por grupos de brasileiros, como a Revolução Pernambucana de 1817 mostrou.
Em 1821, como uma exigência de revolucionários que haviam tomado a cidade do Porto, João VI foi incapaz de resistir por mais tempo e partiu para Lisboa, onde foi obrigado a fazer um juramento à nova constituição, deixando seu filho, o príncipe Pedro de Alcântara, como Regente do Reino do Brasil.

## Independência

### Cortes portuguesas

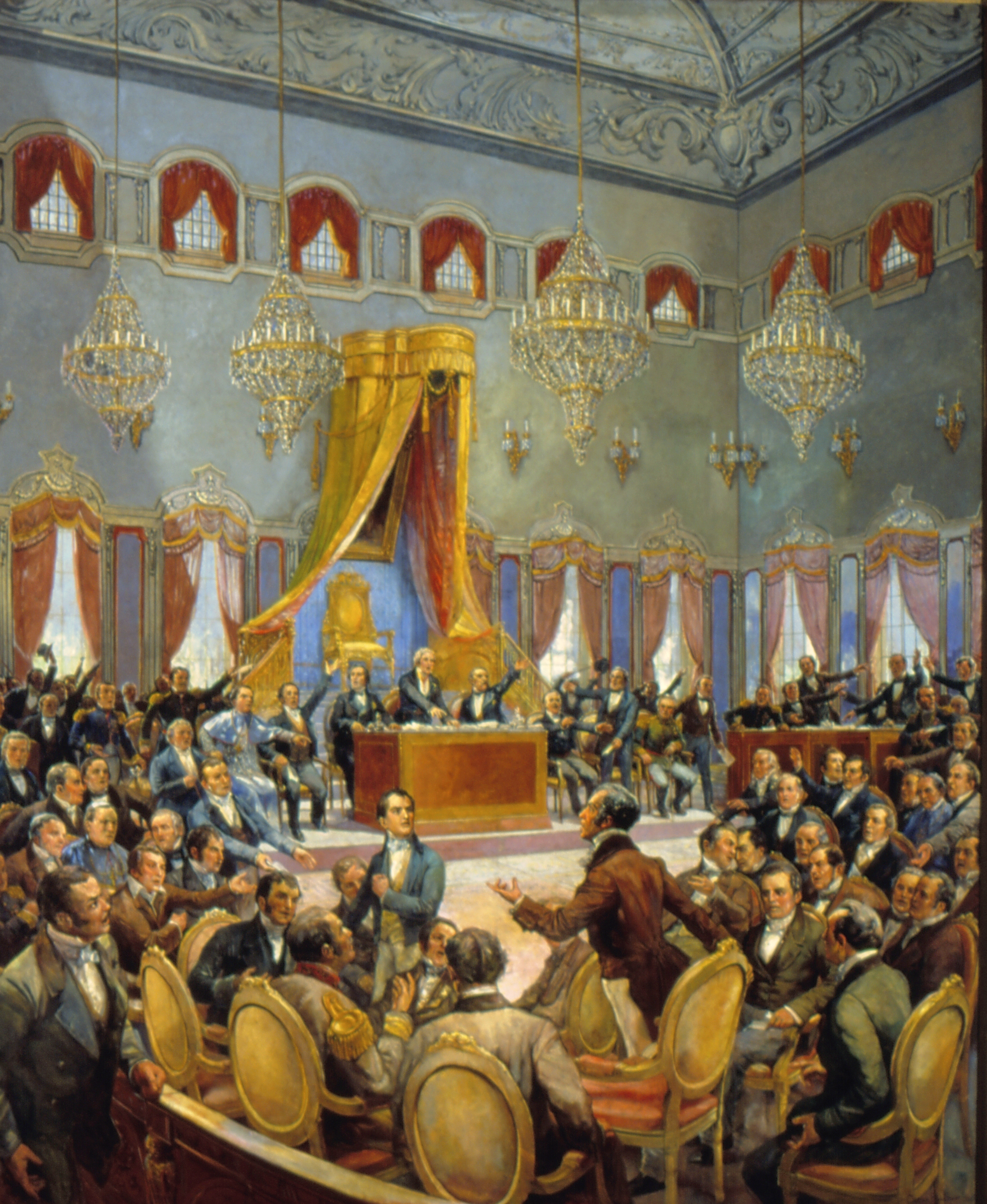
Cortes portuguesas em 1822

Em 1820, a Revolução Liberal do Porto eclodiu em Portugal. O movimento iniciado pelos constitucionalistas liberais resultou na reunião das Cortes Gerais e Extraordinárias da Nação Portuguesa (ou Assembleia Constituinte), que teria de criar a primeira constituição para Portugal e seus domínios ultramarinos. As Cortes ao mesmo tempo exigiram o retorno do rei João VI, que vivia no Brasil desde 1808 e que elevou o Brasil para a categoria de reino, como parte do Reino Unido de Portugal, Brasil e Algarves, em 1815. Seu filho e príncipe herdeiro Pedro passou a governar o Brasil como regente no lugar do pai em 7 de março de 1821. O rei partiu para a Europa em 26 de abril, enquanto Pedro permaneceu no Brasil liderando o governo ao lado dos ministros do reino.
O retorno do ex-monarca absolutista, agora monarca constitucional que agora passaria ocupar uma posição mais cerimonial e simbólica, deu início a uma reorientação da política portuguesa em relação ao Brasil, o que significava reduzir a autonomia política deste último e estabelecer uma administração hierarquizada e centralizada, cujo polo de poder deveria assentar-se em Portugal. Na época a burguesia mercantil portuguesa ressentia-se com as perdas econômicas impostas pela Guerra Peninsular e com a autonomia político-administrativa alcançada pelo Brasil em 1815.
Os oficiais militares portugueses sediados no Brasil foram completamente solidários ao movimento constitucionalista em Portugal. O principal líder dos oficiais portugueses, General Jorge Avilez, forçou o príncipe a demitir e banir do país os ministros do Reino e das Finanças. Ambos eram fiéis aliados de Pedro, que se tornou um peão nas mãos dos militares. A humilhação sofrida pelo príncipe, que jurou que nunca iria ceder à pressão dos militares novamente, teria uma influência decisiva na sua abdicação dez anos depois. Enquanto isso, em 30 de setembro de 1821, as Cortes aprovaram um decreto que subordinava os governos das províncias do Brasil diretamente ao governo central em Lisboa. O príncipe Pedro tornou-se, para todos os efeitos, somente o governador de armas da província do Rio de Janeiro, sendo que governador de armas era uma espécie de comandante militar do exército português, não sendo um cargo político. Outros decretos que vieram depois exigiam seu retorno à Europa e também extinguiram os tribunais judiciais criados por João VI em 1808, subordinaram os presidentes das províncias às Cortes e ao rei em Lisboa e reinstalaram o antigo Tribunal da Relação do Rio de Janeiro, subordinado ao Supremo Tribunal do Reino em Lisboa.
A partir de abril de 1821, as províncias brasileiras receberam as bases da Constituição do Reino Unido de Portugal, Brasil e Algarves, junto com as instruções para que procedessem às eleições de seus representantes à Constituinte (em Portugal deputados das províncias de Minho, Trás-os-Montes, Beira, Estremadura, Alentejo e Algarves já haviam sido eleitos e já estavam trabalhando nas Cortes desde janeiro de 1821). Assim, os primeiros deputados do Brasil tomaram assento nas Cortes Gerais somente em agosto de 1821, provenientes das províncias de Pernambuco e do Rio de Janeiro. Em seguida, tomaram posse os representantes das províncias do Maranhão, Santa Catarina, Alagoas e Bahia. Apenas em 1822 chegaram a Lisboa os deputados das províncias de São Paulo, Paraíba, Grão-Pará, Espírito Santo, Goiás e Ceará. Não tomaram assento nas Cortes Gerais as representações das províncias Cisplatina (atual território do Uruguai), de Minas Gerais, do Rio Grande do Norte e do Rio Grande do Sul, que permaneceram no Brasil em demonstração de apoio ao regente.
Um choque que ocorreu entre os deputados brasileiros e portugueses foi em relação à forma como o Império Colonial Português deveria ser administrado. Os deputados portugueses defendiam a centralidade política do império colonial em Portugal, já os representantes brasileiros defendiam o funcionamento de dois centros de poder, um na Europa e outro na América, cada um com Executivo e Legislativo próprios, além de uma assembleia geral que legislasse sobre assuntos de interesse de todo o império. Esta proposição baseava-se na ideia de uma federação luso-brasileira, disposta no programa político trazido pelos deputados paulistas e defendida por Antônio Carlos de Andrada e Silva. No entanto, tal proposta foi rejeitada por seus pares portugueses que defendiam que a administração das províncias sul-americanas do Reino do Brasil deveria ser similar à administração do Reino de Algarves, que, apesar do título de reino, sempre fora tratado como uma província portuguesa igual as demais, subordinada a Lisboa.
As divergências e hostilidades entre os deputados brasileiros e portugueses continuaram e alguns brasileiros abandonaram as Cortes. Dos 97 deputados brasileiros eleitos às Cortes Gerais e Extraordinárias de Lisboa (número maior que os dos 64 deputados portugueses), apenas 51 embarcaram para Lisboa, e destes 51 apenas 36 aprovaram a nova constituição, sendo a maioria destes deputados (cerca de 25) oriundos da atual região Nordeste do Brasil.
As tentativas dos deputados brasileiros em garantir a igualdade política e econômica entre os dois reinos, com o Rio de Janeiro como centro do poder na América, fracassou, e se viram obrigados a retornar ao Brasil.
A insatisfação quanto às resoluções das Cortes foi generalizada entre a maioria dos residentes do Brasil (tanto os de origem brasileira quanto os de origem portuguesa), ao ponto em que ela logo se tornou conhecida publicamente. Dois grupos que se opunham às ações das Cortes para minar gradualmente a soberania brasileira apareceram: os Liberais, liderados por Joaquim Gonçalves Ledo (que teve o apoio dos maçons), e os Bonifacianos, liderada por José Bonifácio de Andrada. Ambas as facções não tinham nada em comum em suas metas para o Brasil, com a única exceção de seu desejo de manter o país unido com Portugal como uma monarquia soberana.

Acerca da primeira tentativa da Revolução de 1821, descreveu Assis Cintra:
Preparara-se outra revolução, esta no Rio, devendo explodir em 1821. Dirigiam-na Gonçalves Ledo (grão-mestre da maçonaria), Targini (juiz da alfandega), o almirante Rodrigo Pinto Guedes, o brigadeiro Felisberto Caldeira Brant, e os desembargadores do paço Luis José de Carvalho e Mello e João Severiano Maciel da Costa. Descoberta pela habilidade do conselheiro Thomaz António, a conspiração fracassou. Della, porem, faziam parte, — juizes, altos funccionarios públicos, fidalgos, muitos officiaes, e padres.

### Convenção de Beberibe

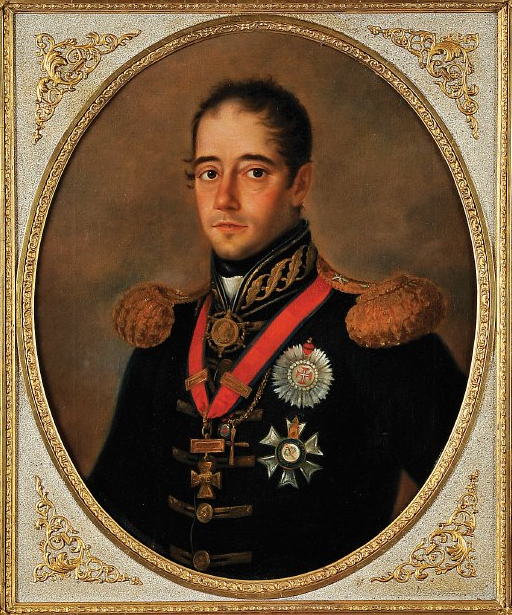
Luís do Rego Barreto, o algoz da Revolução Pernambucana

Pernambuco foi a primeira província brasileira a se separar do Reino de Portugal. No dia 29 de agosto de 1821, teve início um movimento armado contra o governo do capitão general Luís do Rego Barreto — o algoz da Revolução Pernambucana —, culminando com a formação da Junta de Goiana, tornando-se vitorioso com a rendição das tropas portuguesas em capitulação assinada a 5 de outubro do mesmo ano, quando da Convenção de Beberibe, responsável pela expulsão dos exércitos portugueses do território pernambucano.
O Movimento Constitucionalista de 1821 é considerado o primeiro episódio da Independência do Brasil.

### Dia do Fico

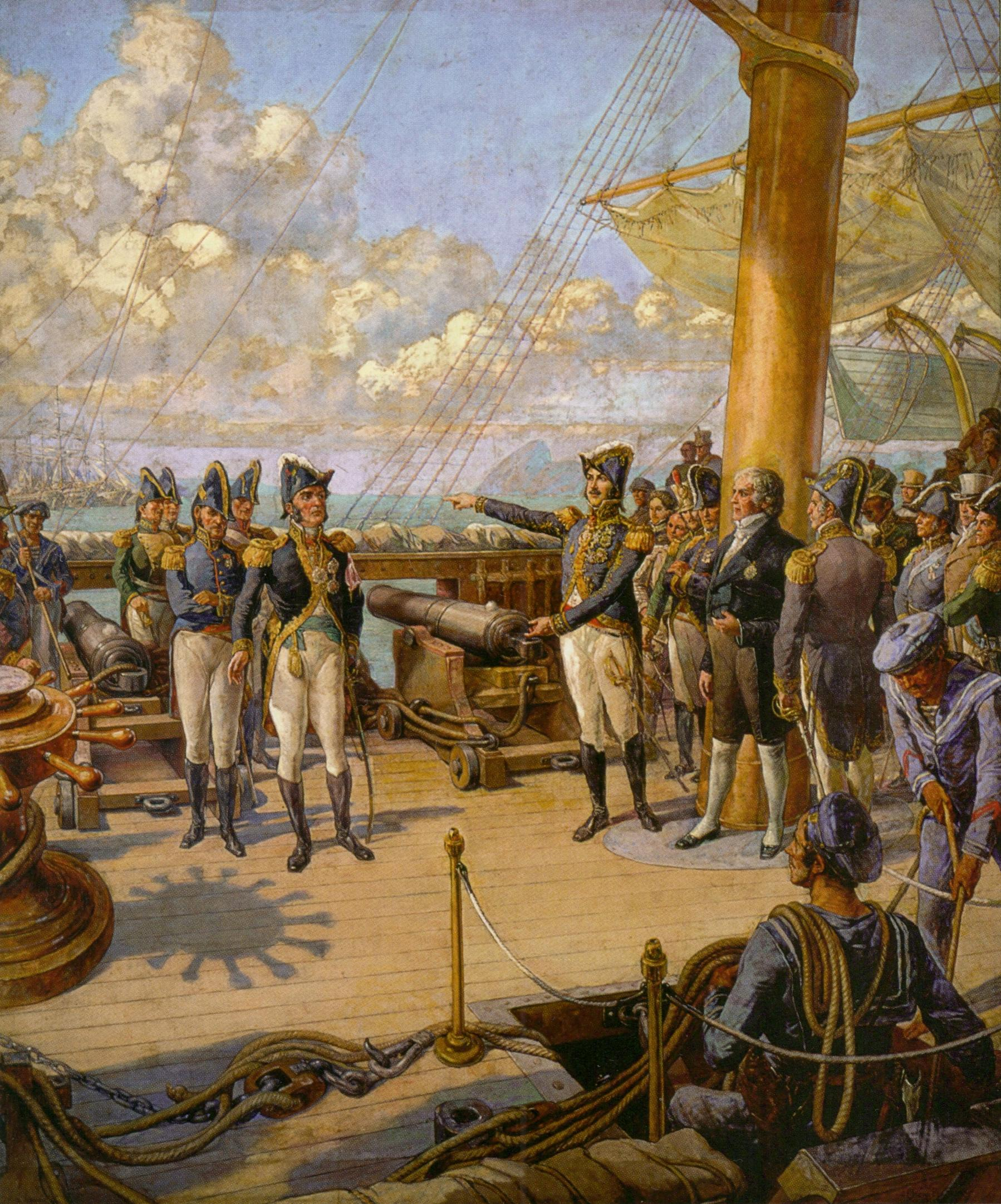
Príncipe Pedro ordena o oficial português Jorge Avilez retornar a Portugal após sua rebelião malsucedida. José Bonifácio pode ser visto ao lado do príncipe

Em Lisboa, os membros das cortes portuguesas não mostravam respeito para com o príncipe no Brasil e zombavam abertamente dele. Assim, a lealdade devida por Pedro às Cortes gradualmente foi transferida à causa brasileira. A sua esposa, a princesa Leopoldina de Habsburgo, favorecia o partido brasileiro e encorajou o marido a permanecer no país, enquanto os Liberais e Bonifacianos fizeram representações públicas. A resposta de Pedro veio em 9 de janeiro de 1822, quando, de acordo com jornais, declarou: "Como é para o bem de todos e para a felicidade geral da nação, estou pronto: Diga ao povo que eu vou ficar".
Após a decisão de Pedro em desafio às Cortes, cerca de dois mil homens sob o comando de Jorge Avilez declararam sua fidelidade às Cortes Gerais em Lisboa e se organizaram contra o príncipe Pedro, vindo a concentrar-se no Morro do Castelo, que logo foi cercado por 10 mil brasileiros armados que se amotinaram contra Portugal em favor de Pedro, liderados pela Guarda Real da Polícia. Pedro, em seguida, "demitiu" o comandante geral português e ordenou-lhe que retirasse com os seus soldados para o outro lado da baía, para Niterói, onde aguardaram o transporte para Portugal.
Em 18 de janeiro de 1822[, José Bonifácio foi nomeado por Pedro como ministro do Reino e dos Negócios Estrangeiros do governo que este ainda pretendia formar. Bonifácio logo estabeleceu um relacionamento paternal com Pedro, que começou a considerar o experiente estadista seu maior aliado. Gonçalves Ledo e os Liberais tentaram minimizar a estreita relação entre Bonifácio e Pedro oferecendo ao príncipe o título de Defensor Perpétuo do Brasil. Para os liberais, era necessária a convocação de uma Assembleia Constituinte para o Brasil, enquanto os Bonifacianos preferiam que Pedro concedesse por si mesmo a Constituição para evitar a possibilidade de uma anarquia semelhante à que ocorrera durante os primeiros anos da Revolução Francesa. O príncipe concordou com os desejos dos liberais e assinou um decreto em 3 de junho de 1822 convocando para a eleição os deputados que se reuniriam na Constituinte e Assembleia Geral Legislativa do Brasil.

### Grito do Ipiranga e aclamação
Pedro partiu para a província de São Paulo para assegurar a lealdade dos locais à causa brasileira. Ele alcançou sua capital em 25 de agosto e lá permaneceu até 5 de setembro.
Leopoldina, sua esposa, assumiu os afazeres do marido durante a viagem. Diante das exigências de Portugal para que ambos retornassem a Lisboa, ela convocou uma sessão extraordinária do Conselho de Estado (considerado ilegal pelas Cortes Portuguesas) no dia 2 de setembro de 1822 e, juntamente com os ministros, decidiu pela separação definitiva entre Brasil e Portugal, assinando então a declaração de independência. Em seguida, enviou o mensageiro Paulo Bregaro para entregar a Pedro uma carta informando sobre o ocorrido.

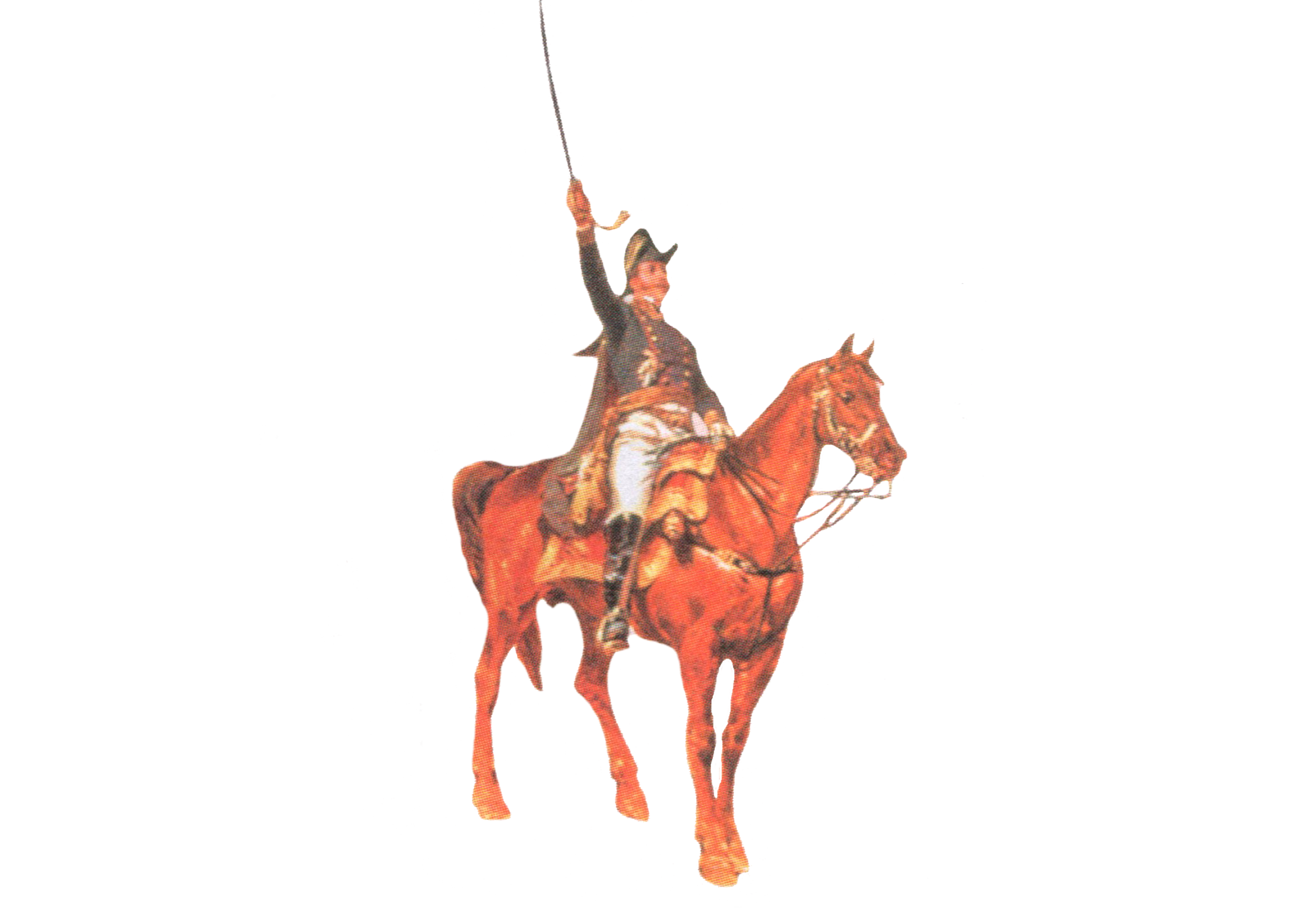
Detalhe da obra Independência ou Morte (O Grito do Ipiranga), por Pedro Américo

Em 7 de setembro, quando retornava à província do Rio de Janeiro, Pedro recebeu a carta de José Bonifácio e de Leopoldina. O príncipe foi informado de que as Cortes tinham anulado todos os atos do gabinete de Bonifácio e removido o restante de poder que ele ainda tinha. Pedro voltou-se para seus companheiros, que incluía sua Guarda de Honra e falou: "Amigos, as Cortes Portuguesas querem escravizar-nos e perseguir-nos. A partir de hoje as nossas relações estão quebradas. Nenhum vínculo unir-nos mais [sic]" e continuou depois de arrancar a braçadeira azul e branca que simbolizava Portugal: "Tirem suas braçadeiras, soldados. Viva à independência, à liberdade e à separação do Brasil [sic]." Ele desembainhou sua espada, afirmando que "Pelo meu sangue, minha honra, meu Deus, eu juro dar ao Brasil a liberdade" e gritou: "Independência ou morte". Este evento é lembrado como Grito do Ipiranga.
De acordo com a literaturas historiografias de (Cintra, 1922. p. 38) e de (Pimenta, 1972. p. 81), o Grito do Ipiranga de proclamação da independência do Brasil se deu da seguinte forma:
| “ | Amigos, as Cortes Portuguesas querem escravizar-nos e perseguir-nos. De hoje em diante, nossas relações estão quebradas. Nenhum laço nos une mais! Tirem suas braçadeiras, soldados! Viva independência, à liberdade e à separação do Brasil [sic]. Pelo meu sangue, pela minha honra, pelo meu Deus, eu juro dar ao Brasil a liberdade. Brasileiros, a nossa divisa, de hoje em diante, será: Independência ou morte! | ” |

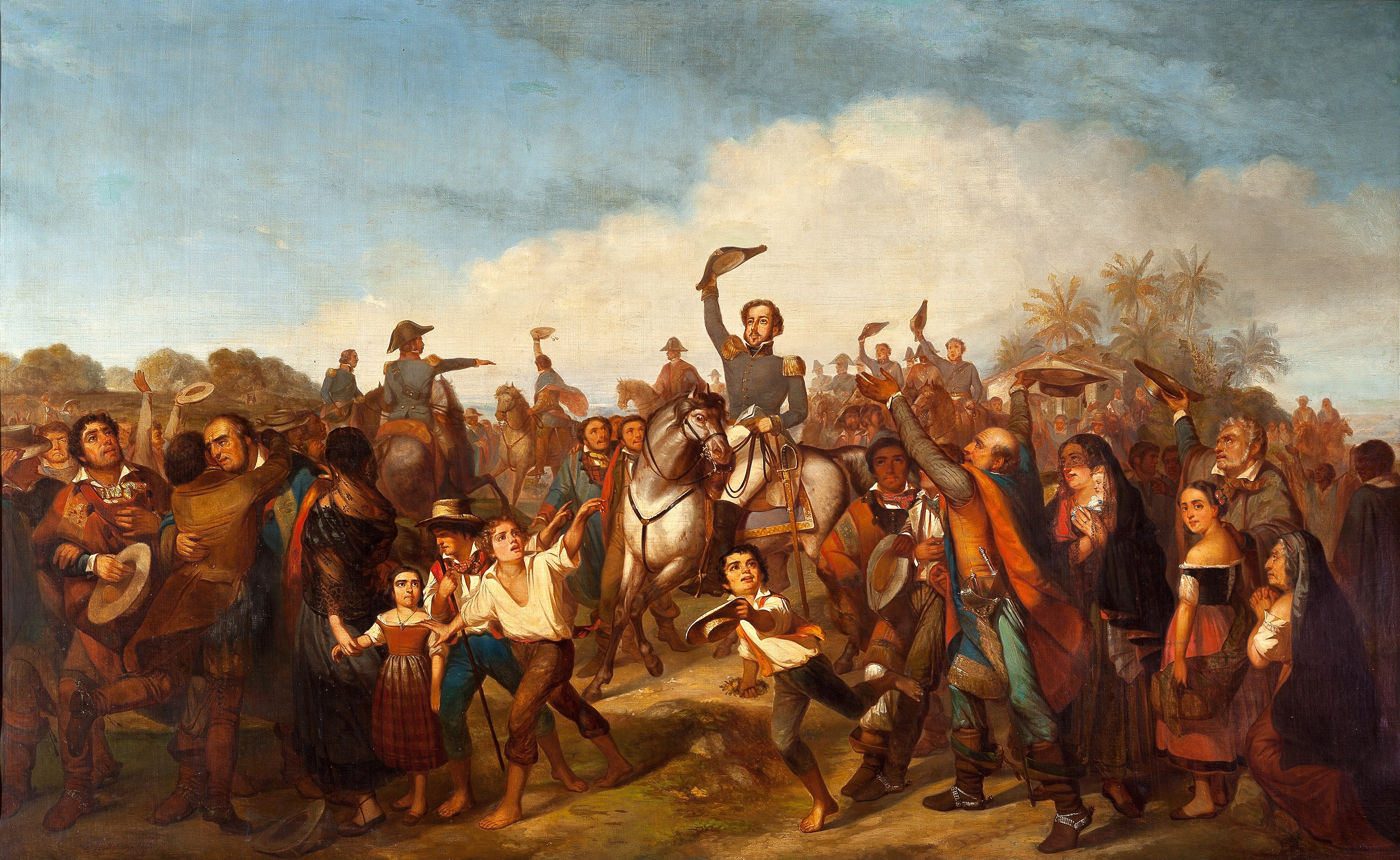
Príncipe Pedro rodeado por uma multidão em São Paulo depois de dar a notícia da independência do Brasil, em 7 de setembro de 1822

Ao chegar em São Paulo na noite de 7 de setembro de 1822, Pedro e seus companheiros espalharam a notícia da independência do Brasil do domínio português. O príncipe foi recebido com grande festa popular e foi chamado de "Rei do Brasil", mas também de "Imperador do Brasil". Ele retornou ao Rio de Janeiro em 14 de setembro e nos dias seguintes os liberais espalharam panfletos (escritos por Joaquim Gonçalves Ledo), que sugeriam a ideia de que o príncipe devia ser aclamado Imperador Constitucional. Em 17 de setembro, o Presidente da Câmara Municipal do Rio de Janeiro, José Clemente Pereira, enviou às outras Câmaras do país a notícia de que a Aclamação iria ocorrer no aniversário de Pedro, em 12 de outubro. No dia seguinte, a nova bandeira e brasão de armas do reino independente do Brasil foram criados.

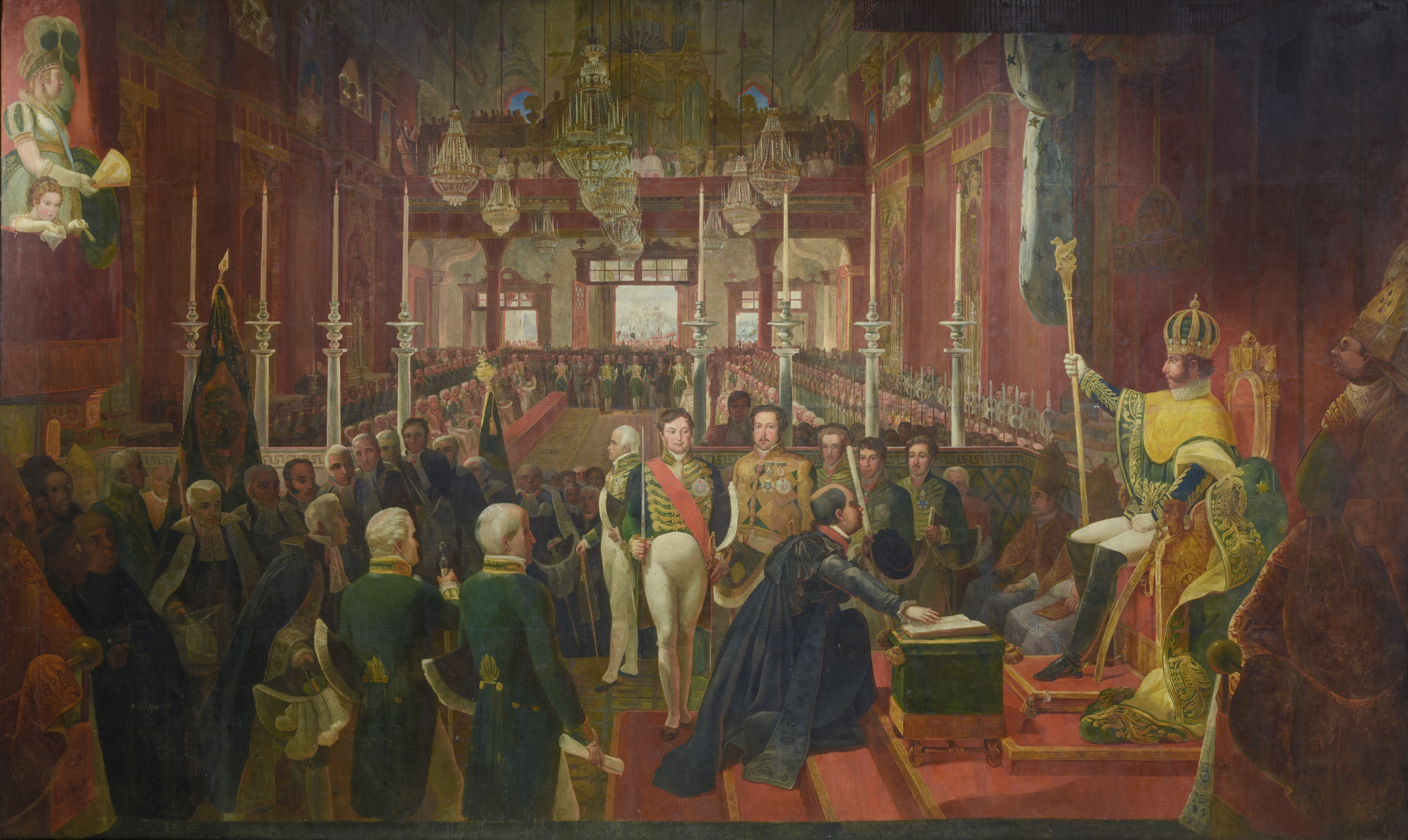
Coroação do imperador Pedro I em 1º de dezembro de 1822

A separação oficial de Portugal só ocorreria em 22 de setembro de 1822, em uma carta escrita por Pedro a João VI. Nela, Pedro ainda chama a si mesmo de "Príncipe Regente" e seu pai é referido como o Rei do Brasil independente. Em 12 de outubro de 1822, no Campo de Santana (mais tarde conhecido como Campo da Aclamação) o príncipe Pedro foi aclamado Pedro I, Imperador Constitucional e Defensor Perpétuo do Brasil. Era ao mesmo tempo o início do reinado de Pedro e também do Império do Brasil. No entanto, o Imperador deixou claro que, embora ele tenha aceitado o título, se João VI retornasse ao Brasil ele iria descer do trono em favor de seu pai.
A razão para o título imperial foi a de que o título de rei iria simbolicamente significar uma continuação da tradição dinástica portuguesa e talvez do temido absolutismo, enquanto o título de imperador derivava da aclamação popular, como na Roma Antiga. Em 1º de dezembro de 1822 (aniversário da aclamação de  João IV, o primeiro rei da Casa de Bragança) Pedro I foi coroado e consagrado.

### Guerra

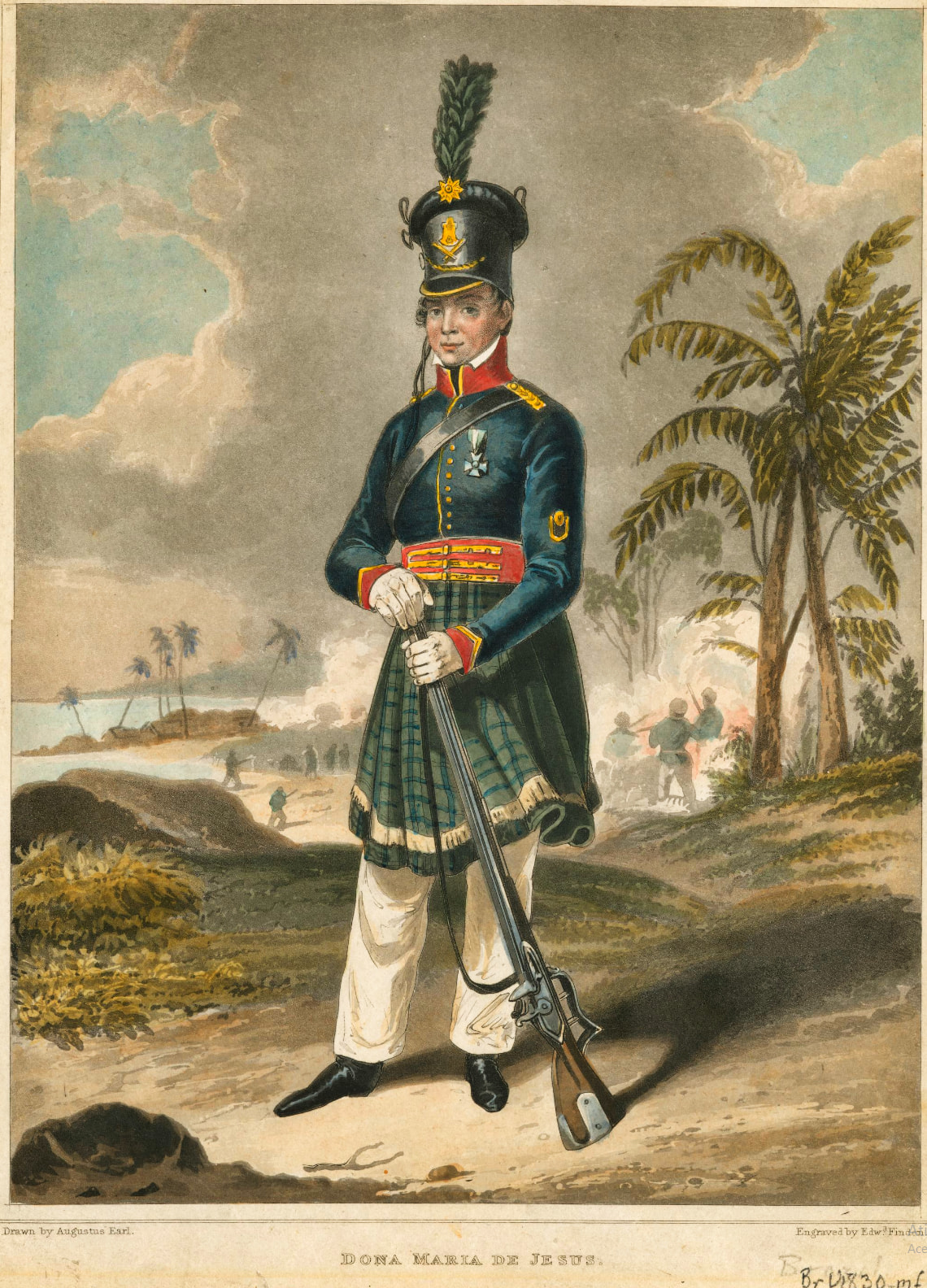
Maria Quitéria de Jesus, heroína do Batalhão dos Periquitos, na Independência da Bahia. Gravura do Diário de uma viagem ao Brasil, de Graham

No contexto da Revolução liberal do Porto, o que começou com a expulsão dos exércitos portugueses de Pernambuco em 1821, se transformou, após a proclamação da independência do Brasil, a 7 de setembro de 1822, em lutas mais encarniçadas nas regiões onde, por razões estratégicas, se registrava maior concentração de tropas portuguesas, a saber, nas então províncias Cisplatina, da Bahia, do Maranhão, do Piauí e do Pará. Sem um exército e sem uma marinha de guerra, o recém-formado governo brasileiro (não reconhecido pelo governo português, que ainda considerava o Brasil parte integrante do Reino Unido de Portugal, Brasil e Algarves e que via os líderes brasileiros como rebeldes separatistas que haviam traído o Império Português), por meio de seu Ministro José Bonifácio de Andrada e Silva, adotou as providências para eliminar a resistência da ex-metrópole portuguesa e evitar que outras regiões da ex-colônia (como as províncias que formavam a Confederação do Equador) se separassem do governo do Rio de Janeiro durante a guerra de independência. Tornou-se necessário para Pedro adquirir meios e recrutar mercenários e oficiais estrangeiros a fim de ajudar a sufocar a resistência portuguesa nas províncias à independência de todo o reino.
Após sufocar tropas portuguesas locais a Província do Grão-Pará se uniu ao Império do Brasil independente, do qual estivera separado no período colonial, episódio conhecido como "Adesão do Pará".

### Reconhecimento diplomático

Batalha do Jenipapo, no Piauí, ocorrida no dia 13 de março de 1823. Foi o confronto mais sangrento da Guerra de Independência

Após conclusão do processo militar em 1823, restou a negociação diplomática do reconhecimento da independência pelas monarquias europeias. O Brasil negociou com a Grã-Bretanha e aceitou pagar indenizações de 2 milhões de libras esterlinas a Portugal num acordo conhecido como Tratado de Amizade e Aliança firmado entre Brasil e Portugal.
Durante décadas se acreditou que os Estados Unidos foram os primeiros a reconhecer formalmente, em 1824, a independência brasileira. Essa postura decorre da Doutrina Monroe, lançada em 1823, contra a intervenções e colonização de potências da Europa no continente americano, favorecendo suas ações sobre o resto do continente. Contudo, estudos mais atuais têm admitido que o primeiro país a reconhecer a independência brasileira possa ter sido o Reino do Daomé, que enviou representantes diplomáticos ao país. Segundo o Ministério das Relações Exteriores do Brasil, as Províncias Unidas do Rio da Prata, território correspondente à atual Argentina, foi o primeiro país a reconhecer o Brasil.
Outros Estados americanos recém-independentes e republicanos tinham resistência ao regime monárquico adotado e também a tendências de Pedro I ao absolutismo. As características políticas do Brasil recém-independente causavam suspeitas de ser um meio para recolonização pelos impérios coloniais europeus dos Estados republicanos americanos. Isso porque, no continente europeu, a Santa Aliança defendia a monarquia absolutista e o colonialismo, além de se opor à Grã-Bretanha.
Interessada em privilégios comerciais e políticos na América, mas sem perder a aliança com Portugal, a Grã-Bretanha mediou as negociações de Pedro I com a ex-metrópole Portugal. Em 1825, a negociação mediada resultou no reconhecimento português e britânico, pagamento pelo Brasil de uma soma a Portugal como "indenização" e benefícios comerciais do Brasil para a Grã-Bretanha (a partir da renovação dos termos dos Tratados de 1810 em novo tratado em 1827).

## Desdobramentos

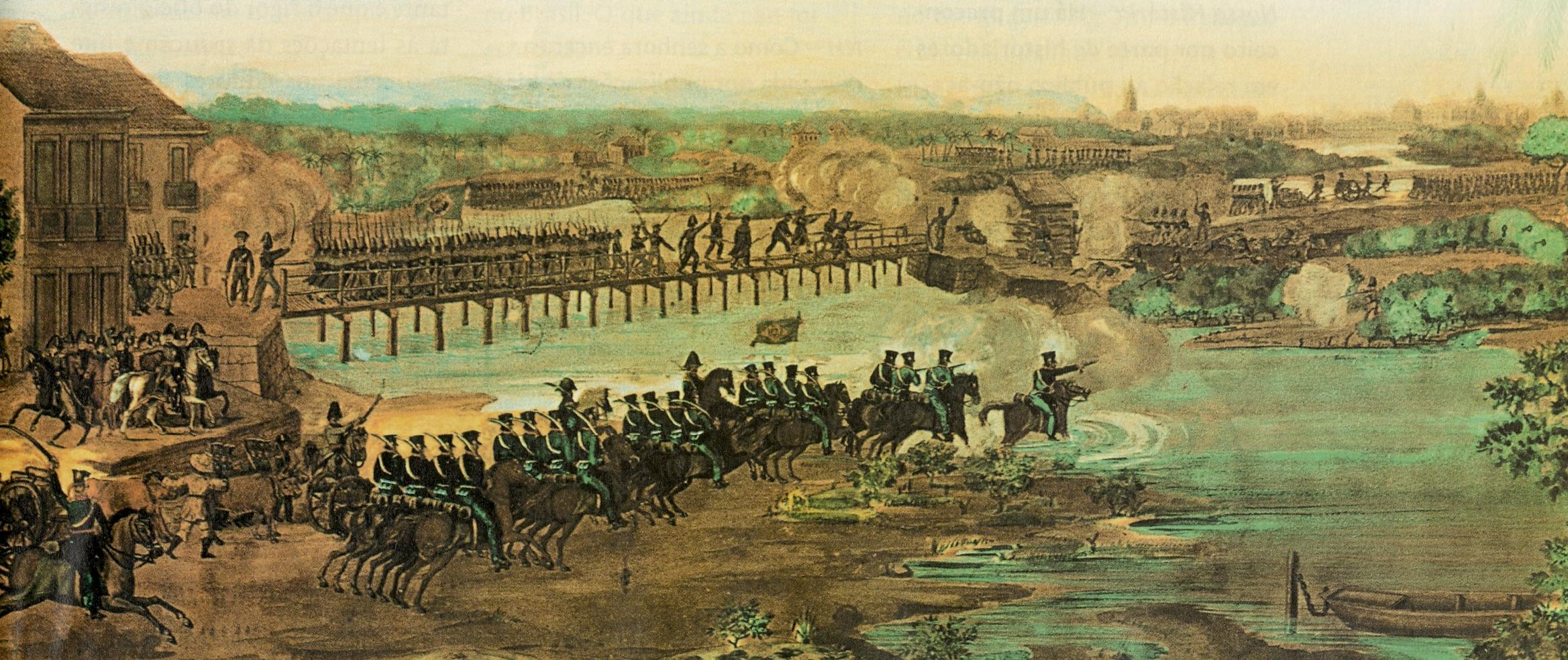
Exército do Império do Brasil ataca as forças confederadas no Recife, em 1824, no contexto da Confederação do Equador, principal reação contra a política centralizadora de Pedro I

À semelhança do processo de independência de outros países latino-americanos, o de independência do Brasil preservou o status quo das elites agroexportadoras, que conservaram e ampliaram os seus privilégios políticos, econômicos e sociais.
Ao contrário do ideário do Iluminismo, e do que desejava, por exemplo, José Bonifácio de Andrada e Silva, a escravidão foi mantida, assim como os latifúndios, a produção de gêneros primários voltada para a exportação e o modelo de governo monárquico. É importante notar que José Bonifácio de Andrada e Silva e Gonçalves Ledo chegaram a um acordo ao transformar o Brasil em um Império. Com a separação de Portugal, o Brasil deixou de ser parte do reino português. Thomaz Antônio ofereceu a João VI a possibilidade de ele renegar o status de Rei de Portugal para se tornar Imperador: "[tornar] grande e poderoso Império, e fazer da nação brasileira uma das maiores potencias do globo". Essa segundo Thomaz Antonio era a vontade dos Iluministas
Quando João VI retornou a Lisboa, por ordem das Cortes, levou todo o dinheiro que podia — calcula-se que 50 milhões de cruzados, apesar de ter deixado no Brasil a sua prataria e a enorme biblioteca, com obras raras que compõem hoje o acervo da Biblioteca Nacional. Em consequência da leva deste dinheiro para Portugal, o Banco do Brasil, fundado por João ainda 1808, veio a falir em 1829.

### Crise econômica
O processo de independência foi perpassado por estagnação econômica, especialmente das exportações. Além disso, ao contrário da América espanhola, onde a independência se fez através de confrontos militares, a soberania política do Brasil resultou de um complexo encadeamento de negociações, envolvendo Portugal e Inglaterra. Pedro I precisava obter o reconhecimento da Inglaterra e de outros países, inclusive de Portugal. Para isso, o Brasil obteve, de 1824 em diante, vários empréstimos de Londres, cada um no valor de milhões de libras. Essa crise só resolver-se-ia com a ascensão do café.

## Sete de setembro não foi unanimidade
A população do novo país só tomou conhecimento da independência em 12 de outubro do mesmo ano, data em que Pedro I foi aclamado monarca do Brasil, no dia de seu 24º aniversário, sendo esta data prevalente para as comemorações da independência. Porém, quando Pedro I abdicou do trono em favor de seu filho, em 1831, para retornar a Portugal, a comemoração de sua aclamação em 12 de outubro perdeu o sentido. Cogitou-se transferir a celebração para o dia 2 de dezembro, aniversário de Pedro II. Contudo, ele tinha apenas 6 anos e ainda não exercia o poder de fato, o que fez com que a data fosse descartada.

## Representações culturais

### Símbolos comemorativos
O processo da Independência ganhou representações comemorativas com uma data cívica (motivo de feriado nacional) e um hino, como também um sino e um monumento localizados em São Paulo.

“Independência ou Morte!”

— Pedro, regente do Brasil, futuro imperador do Brasil, 7 de setembro de 1822

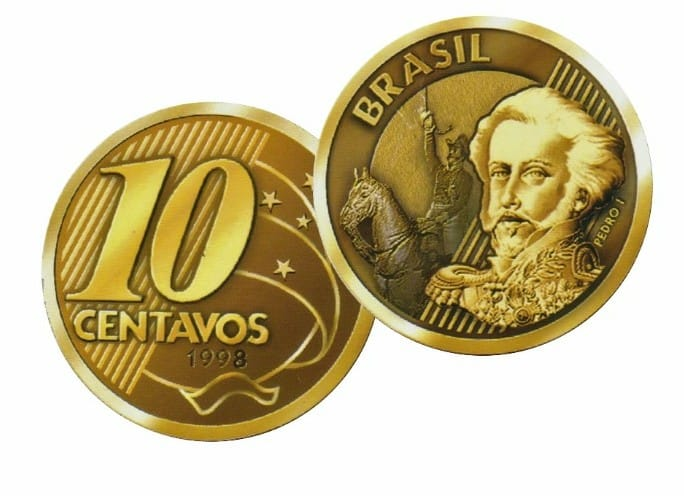
Na estampa da atual moeda brasileira de 10 centavos

A data oficialmente aceita para a comemoração da Independência do Brasil é 7 de setembro de 1822, dia em que, às margens do riacho Ipiranga, em São Paulo, o príncipe regente Pedro, ao receber a correspondência das Cortes, teria proclamado o chamado Grito da Independência, à frente da sua escolta: Independência ou Morte!
Em termos historiográficos outras, embora menos conhecidas, são a data da aclamação do Imperador (12 de outubro de 1822) e a do reconhecimento da independência do Brasil por Portugal e pela Grã-Bretanha (29 de agosto de 1825). À época, em 1822, a data assumida como marco da Independência foi o 12 de outubro, dia do aniversário de Pedro I e de sua aclamação como imperador, conforme registrado pela historiadora Maria de Lourdes Viana Lyra, sócia titular do Instituto Histórico e Geográfico Brasileiro, em trabalho publicado em 1995. A conclusão desse estudo indica que o grito foi uma construção a posteriori e que acabou consolidado no quadro encomendado a Pedro Américo, produto da recriação artística do pintor, onde, entre outras inexatidões, se retrata Pedro cercado pela Guarda Imperial (os hoje chamados de Dragões da Independência), antes mesmo dele ser proclamado Imperador.
O Monumento à Independência do Brasil, também chamado de Monumento do Ipiranga ou Altar da Pátria, é um conjunto escultórico em granito e bronze pertencente ao Parque da Independência. Localiza-se na cidade de São Paulo, às margens do Riacho do Ipiranga.

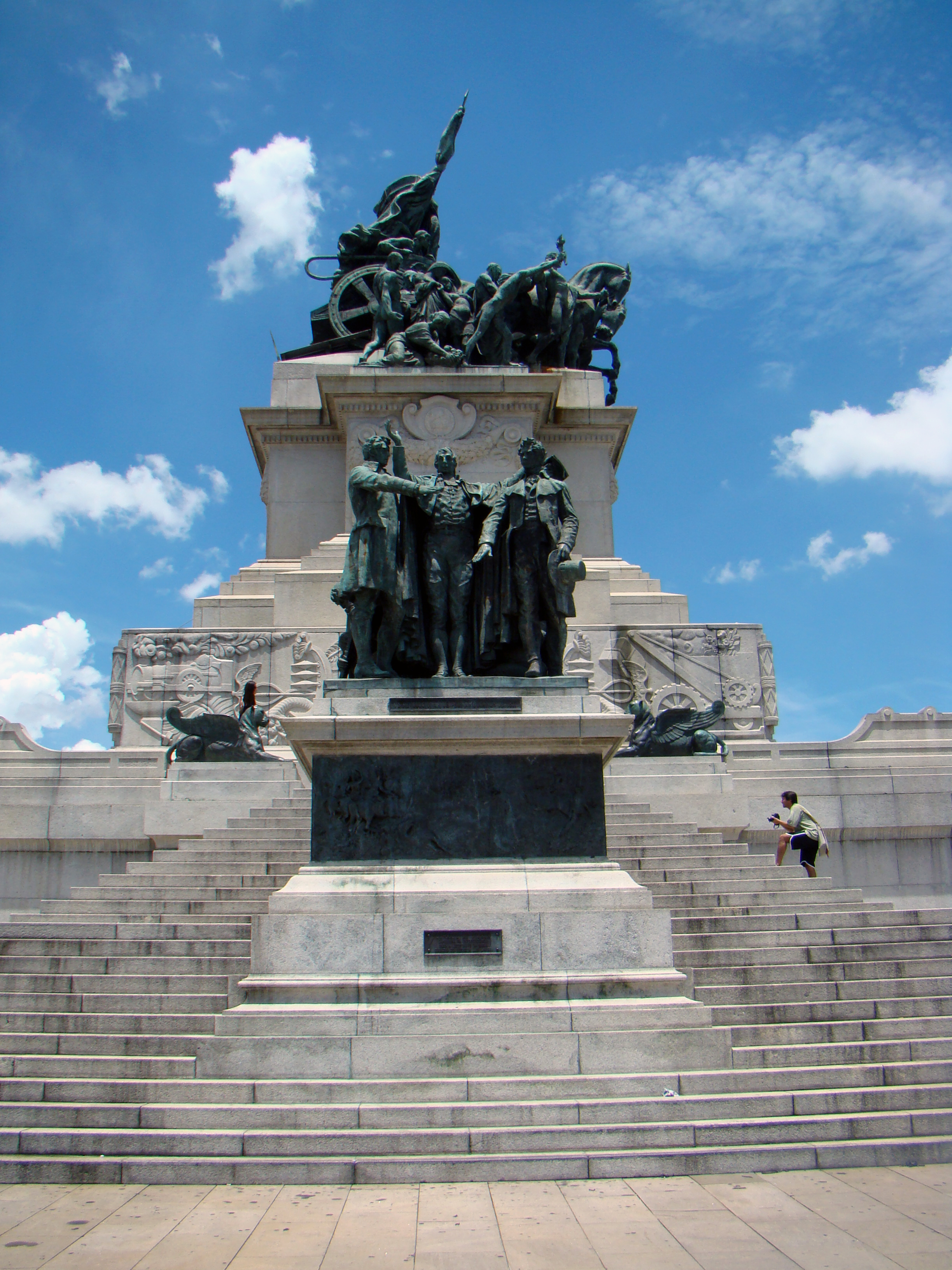
Lateral direita: grupo escultórico representando Os Revolucionários Pernambucanos de 1817
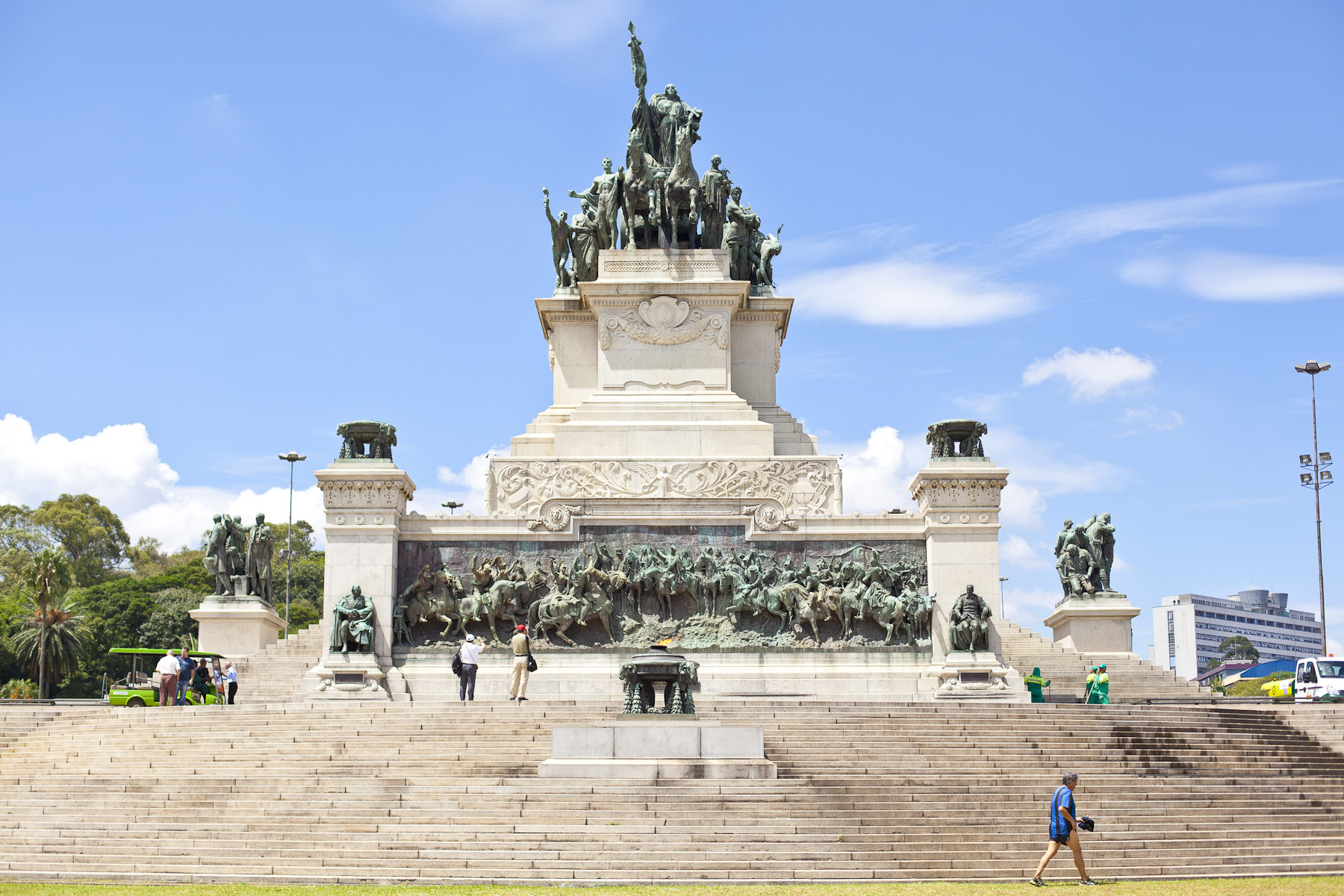
Face frontal: painel em alto-relevo denominado "Independência ou Morte"; e no topo, o grupo escultórico Marcha Triunfal da Nação Brasileira
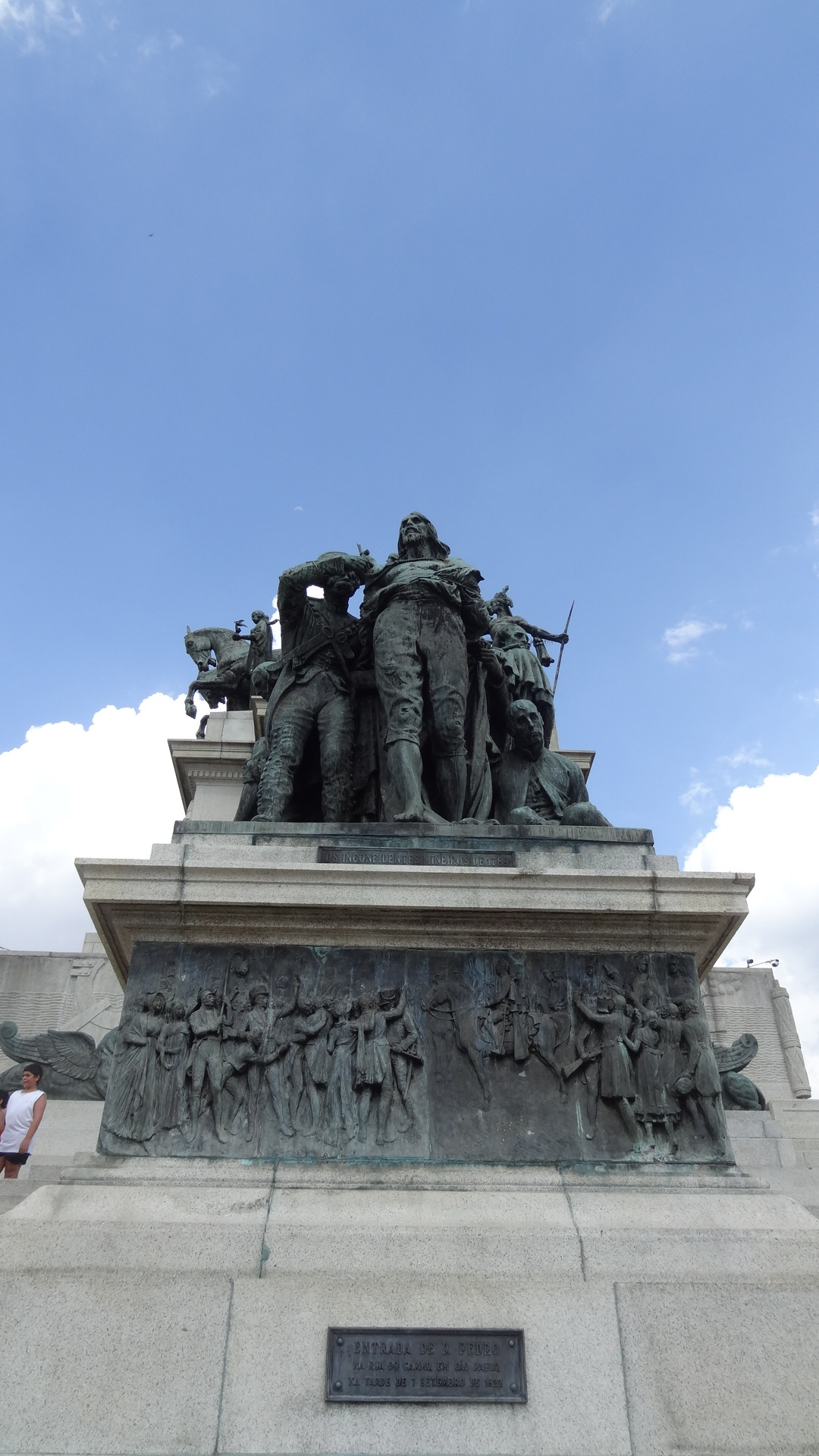
Lateral esquerda: grupo escultórico representando Os Inconfidentes Mineiros de 1789

### Pintura
A pintura Independência ou Morte (Pedro Américo), de Pedro Américo, aparece constantemente em livros didáticos no Brasil, tornando-se assim uma "imagem canônica" no ensino de história do Brasil. Nos livros, a pintura serve para ilustrar o ato de fundação da nacionalidade brasileira, mostrando que a passagem para a situação da independência é o resultado de um brado. Essa interpretação, recorrente, representa o grito do Ipiranga como uma direção, num ato personalizado e centralizado no monarca.
A obra de Pedro Américo tornou-se representação oficial da independência, às vezes a referência a ser desconstruída, para a representação da Independência do Brasil. Tal importância fez com que esta influenciasse outras produções, dentre as quais se destaca o frontão do Monumento à Independência do Brasil, que emula a obra de Américo. Mas também, criar uma versão alternativa à do heroísmo e do triunfalismo de Pedro, retratados por Américo, marcou, por exemplo, a produção de obras de destaque em exposições para a celebração do Centenário da Independência do Brasil, como Sessão do Conselho de Estado, de Georgina de Albuquerque, e Hino da Independência, de Augusto Bracet. No quadro de Albuquerque, o protagonismo da declaração da independência é assumido por Maria Leopoldina, numa cena em que ela aparece deliberando com o Conselho dos Procuradores Gerais das Províncias do Brasil a orientação para que Pedro encerrasse a colonização do Brasil por Portugal. No quadro de Bracet, Pedro aparece como protagonista da separação com Portugal, mas num ambiente doméstico e numa atitude jovial, compondo o Hino da Independência.

Independência ou Morte (1888), de Pedro Américo.
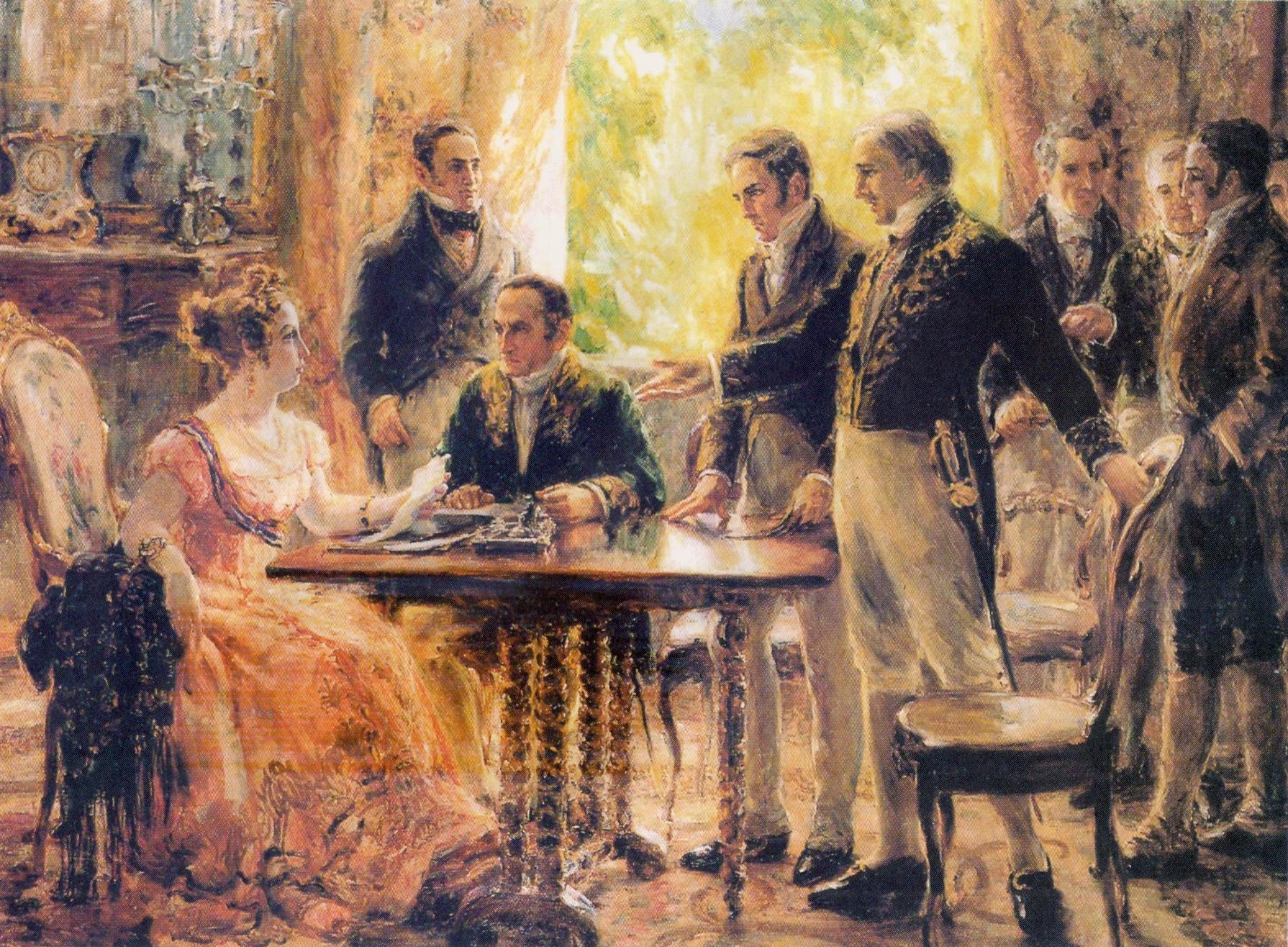
Sessão do Conselho de Estado (1922), de Georgina de Albuquerque.
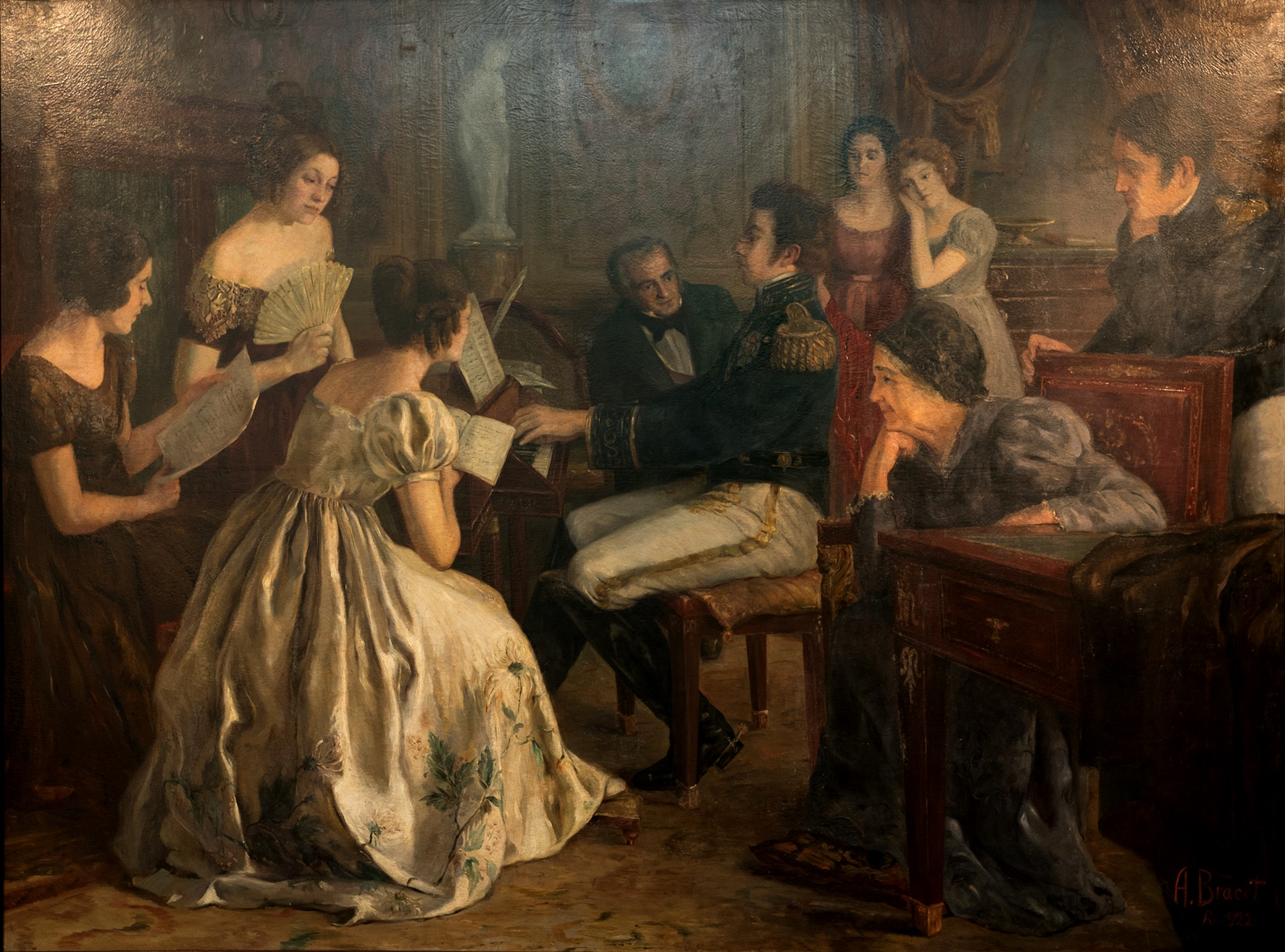
Primeiros Sons do Hino da Independência (1922), de Augusto Bracet.

### Cinema
- Independência ou Morte, filme de 1972 dirigido por Carlos Coimbra, comemorativo dos 150 anos da Independência do Brasil. Apresenta uma visão mítica da Independência, alimentando um ideal nacionalista heroico.
- Carlota Joaquina, Princesa do Brasil, filme de 1995, dirigido por Carla Camurati. Apresenta uma visão burlesca sobre a vinda e a presença da Família Real e da Corte Portuguesa no Brasil.